# Tempête tropicale Lee (2011)
Pour les articles homonymes, voir Cyclone tropical Lee.
La tempête tropicale Lee est la douzième tempête tropicale et le treizième système dépressionnaire de la saison cyclonique 2011 dans l'océan Atlantique nord ayant causé des perturbations durant le 1er septembre 2011. Elle est appelée tempête tropicale Lee le jour suivant. À la suite de sa gigantesque zone de pression, de fortes pluies ont frappé la Louisiane, Mississippi, Alabama (aux États-Unis), ainsi que la Panhandle de Floride. Des inondations associées aux pluies ont causé d'importants dégâts, avec un mort noyé dans le Mississippi. Ailleurs, la tempête a répandu plusieurs étincelles et tué deux personnes au Texas, et causé un accident de voiture en Alabama - une personne décédée.